# Siamesisk krokodil
Den siamesiska krokodilen (Crocodylus siamensis) är en art i familjen krokodiler som lever i Sydostasien. År 2009 uppskattades det att det fanns 5000 individer och arten är allvarligt utrotningshotad. Den blir vanligtvis inte längre än 3 meter.
Utbredningsområdet sträcker sig från Vietnam, Laos och Thailand över Borneo till Java. Kanske når arten Myanmar, delar av Malaysia på Malackahalvön och Sumatra. Individerna lever i låglandet och i kulliga områden upp till 750 meter över havet. Habitatet varierar mellan skogar och träskmarker. Siamesisk krokodil vistas vid floder, insjöar och andra vattenansamlingar. Den utför vid översvämningar större vandringar.
Denna krokodil bygger koppformiga bon vid stranden. De skapas vid slutet av den torra perioden och vid början av regntiden. Vanligen lägger honor 11 till 26 ägg. Exemplar i fångenskap hade upp till 50 ägg. Ungarna kläcks efter 70 till 80 dagar. Födan varierar mellan ryggradslösa djur, groddjur, andra kräldjur, fåglar, små däggdjur och kadaver. I fångenskap kan hybrider med kubakrokodil eller deltakrokodil uppstå.
Fram till mitten av 1900-talet dödades flera exemplar för hudens skull. Aktuella hot är illegal plockning av ägg samt landskapsförändringar. Även nya dammbyggnader kan påverka populationen. Flera exemplar hamnar av misstag i fiskenät. IUCN listar arten som akut hotad (CR).